# Xanthoparmelia rugulosella
Xanthoparmelia rugulosella är en lavart som beskrevs av Elix. Xanthoparmelia rugulosella ingår i släktet Xanthoparmelia och familjen Parmeliaceae.   Inga underarter finns listade i Catalogue of Life.